# Dolmen de Runesto
Le dolmen de Runesto, appelé aussi Er Roc'h, est un dolmen situé à Plouharnel, dans le département français du Morbihan.

## Historique
Jusqu'en 1845, l'édifice était occupé par l'atelier d'un forgeron. L'édifice a été fouillé par la Société polymathique du Morbihan en 1866. Il est classé au titre des monuments historiques sur la liste de 1889.

## Description
Le dolmen est encore en grande partie enfoui dans son tumulus mais celui-ci est arasé. Le couloir a complètement disparu. Un escalier moderne a été aménagé pour descendre dans la chambre. La chambre est de forme sub-circulaire, délimitée par huit orthostates et recouverte d'une unique table de couverture comportant trois cupules en ligne sur sa face extérieure. Deux autres blocs dressés, visibles à 50 m au sud-est du dolmen, pourraient provenir du monument. Le mobilier archéologique recueilli comprend cinq haches en pierre polie, dont une de 27 cm de long, trois en jadéite et une en fibrolithe.

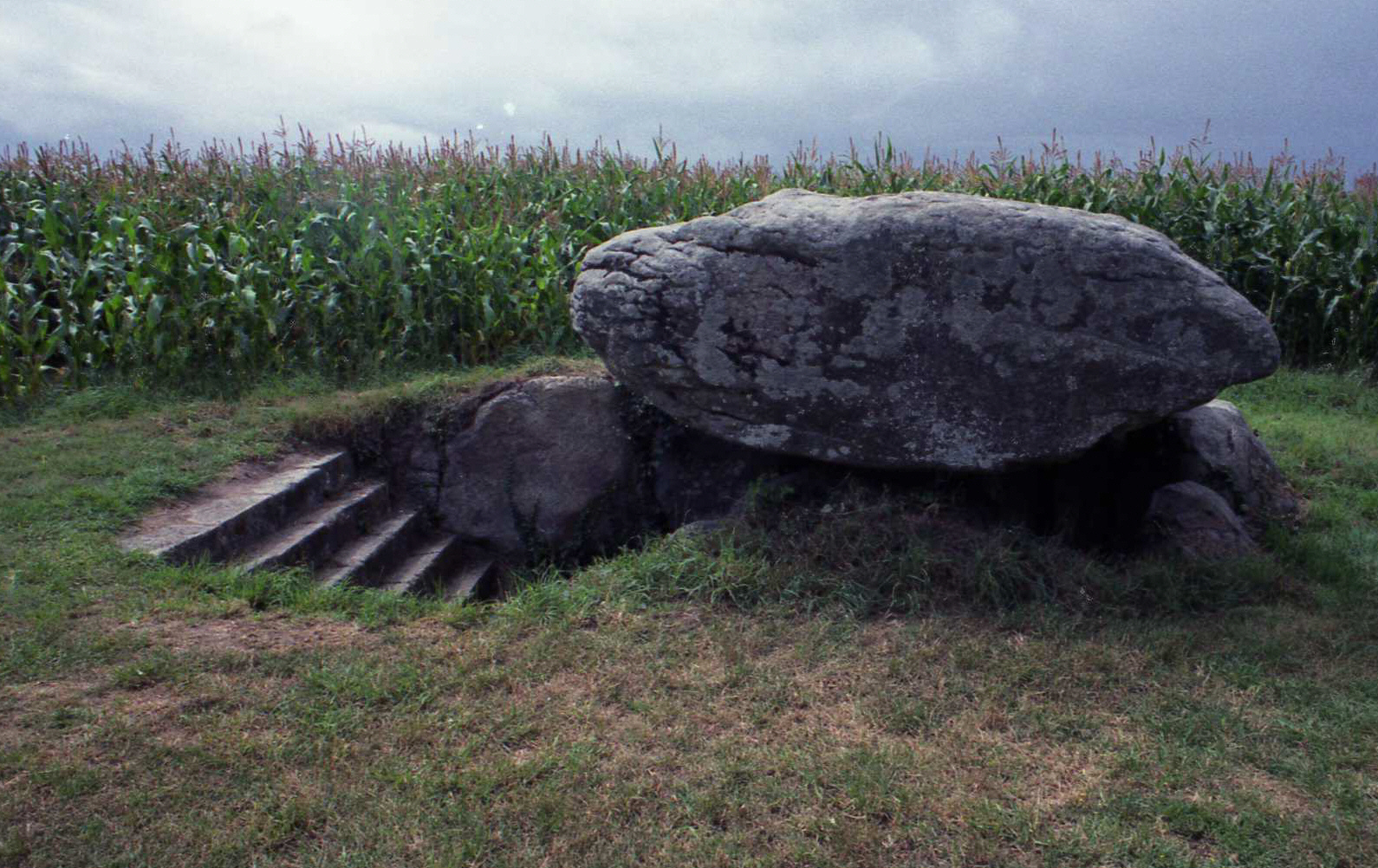
Vue latérale.
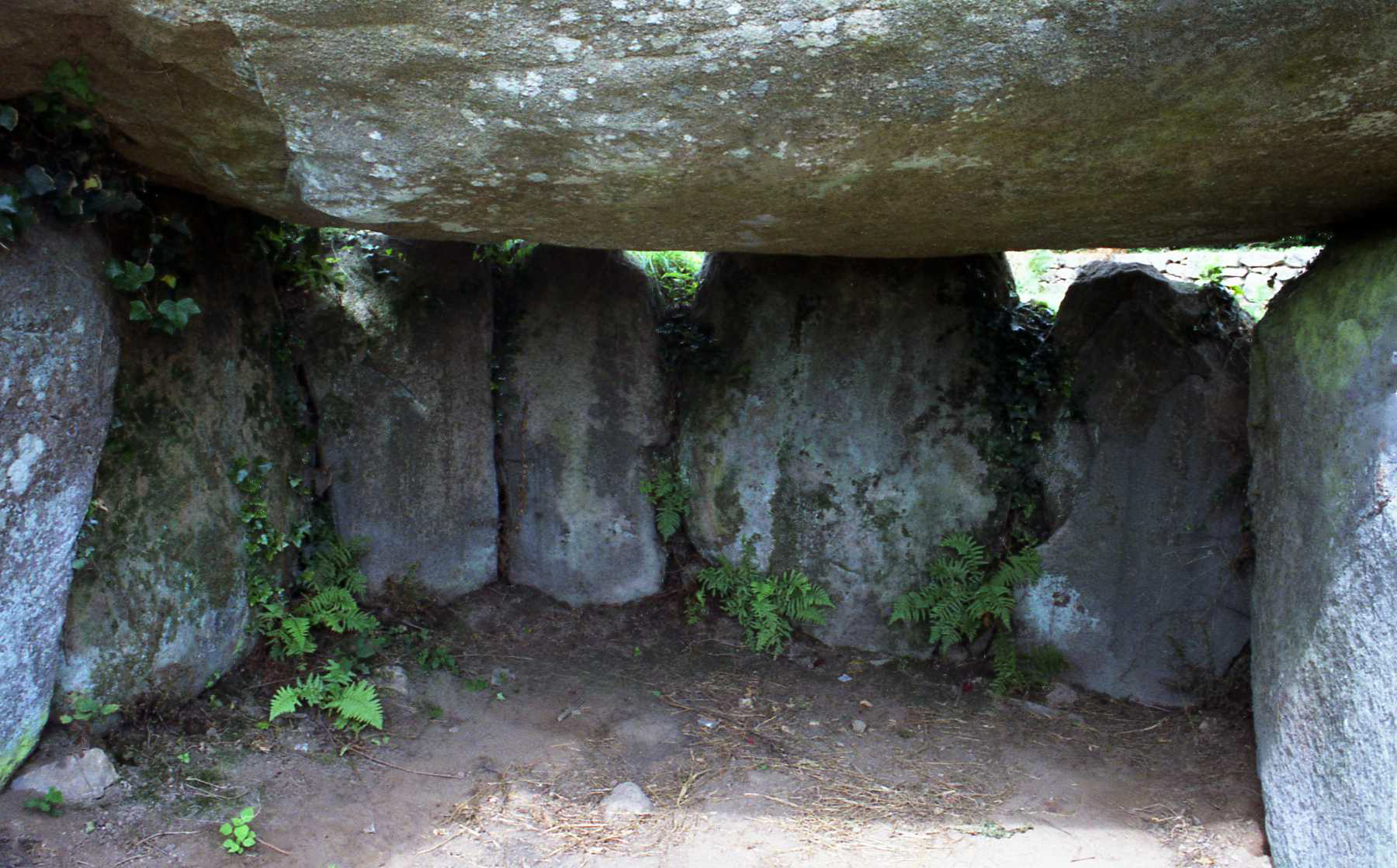
Fond du dolmen.
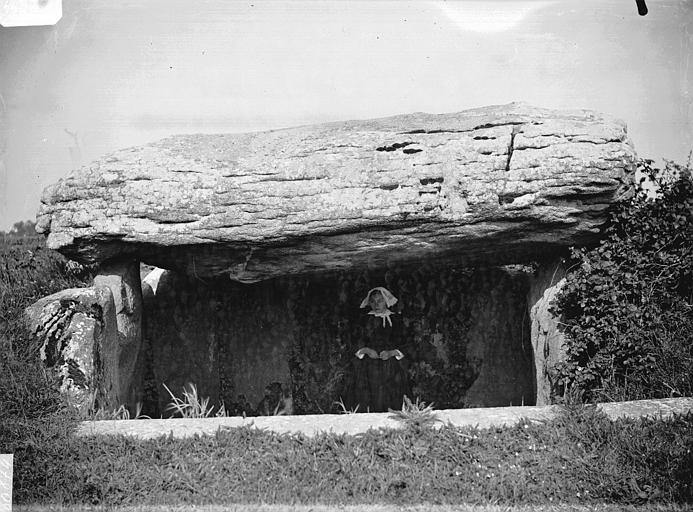
Le dolmen photographié par Zacharie Le Rouzic.

## Gravures
En 1996, Serge Cassen a découvert une série de gravures sur les dalles du dolmen. La dalle C4 est ornée d'une hache à manche en volute et de quatre crosses disposées deux à deux avec la volute orientée à gauche. La dalle C5 comporte une autre hache à manche en volute, une crosse, un arc et probablement une flèche, ainsi qu'un signe en « U » à la base de l'ensemble. La face interne de la table de couverture est ornée d'un motif rappelant celui de l'écusson, cette dalle étant un réemploi d'une stèle qui devait à l'origine être dressée en extérieur.